# Nový Dvůr (Chrášťany)
Nový Dvůr je vesnice, část obce Chrášťany v okrese Rakovník ve Středočeském kraji. Leží dva kilometry severně od Chrášťan. V roce 2011 zde trvale žilo 44 obyvatel.

## Historie
První písemná zmínka o vesnici pochází z roku 1785.

## Obyvatelstvo
| Rok            | 1869 | 1880 | 1890 | 1900 | 1910 | 1921 | 1930 | 1950 | 1961 | 1970 | 1980 | 1991 | 2001 | 2011 | 2021 |
| -------------- | ---- | ---- | ---- | ---- | ---- | ---- | ---- | ---- | ---- | ---- | ---- | ---- | ---- | ---- | ---- |
| Počet obyvatel | 134  | 177  | 172  | 177  | 170  | 177  | 161  | 115  | 95   | 70   | 38   | 38   | 34   | 44   | 55   |
| Počet domů     | 20   | 24   | 26   | 26   | 26   | 26   | 29   | 33   | 33   | 25   | 16   | 24   | 25   | 27   | 27   |

## Další fotografie

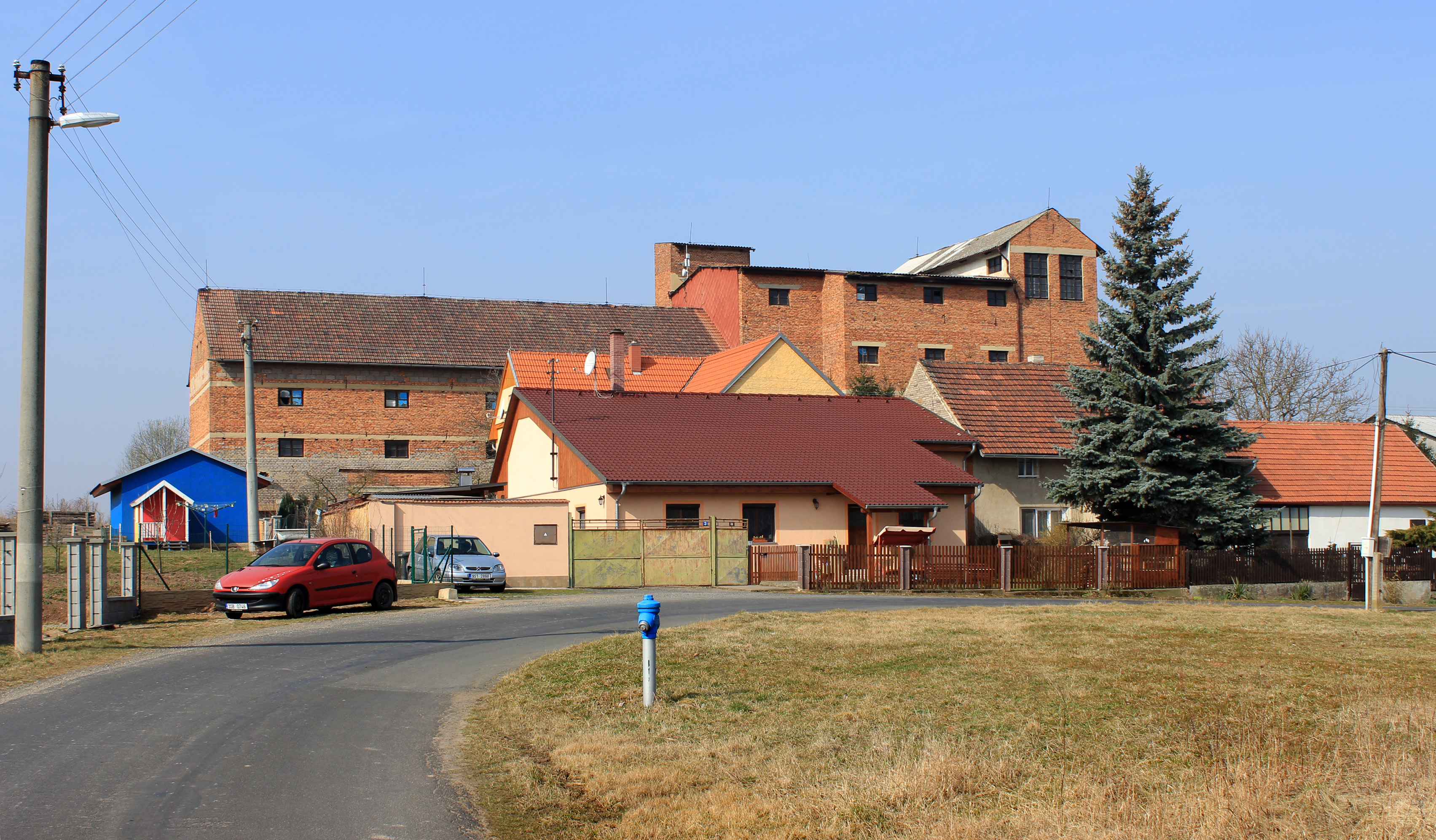
Zemědělský podnik na západním okraji vsi
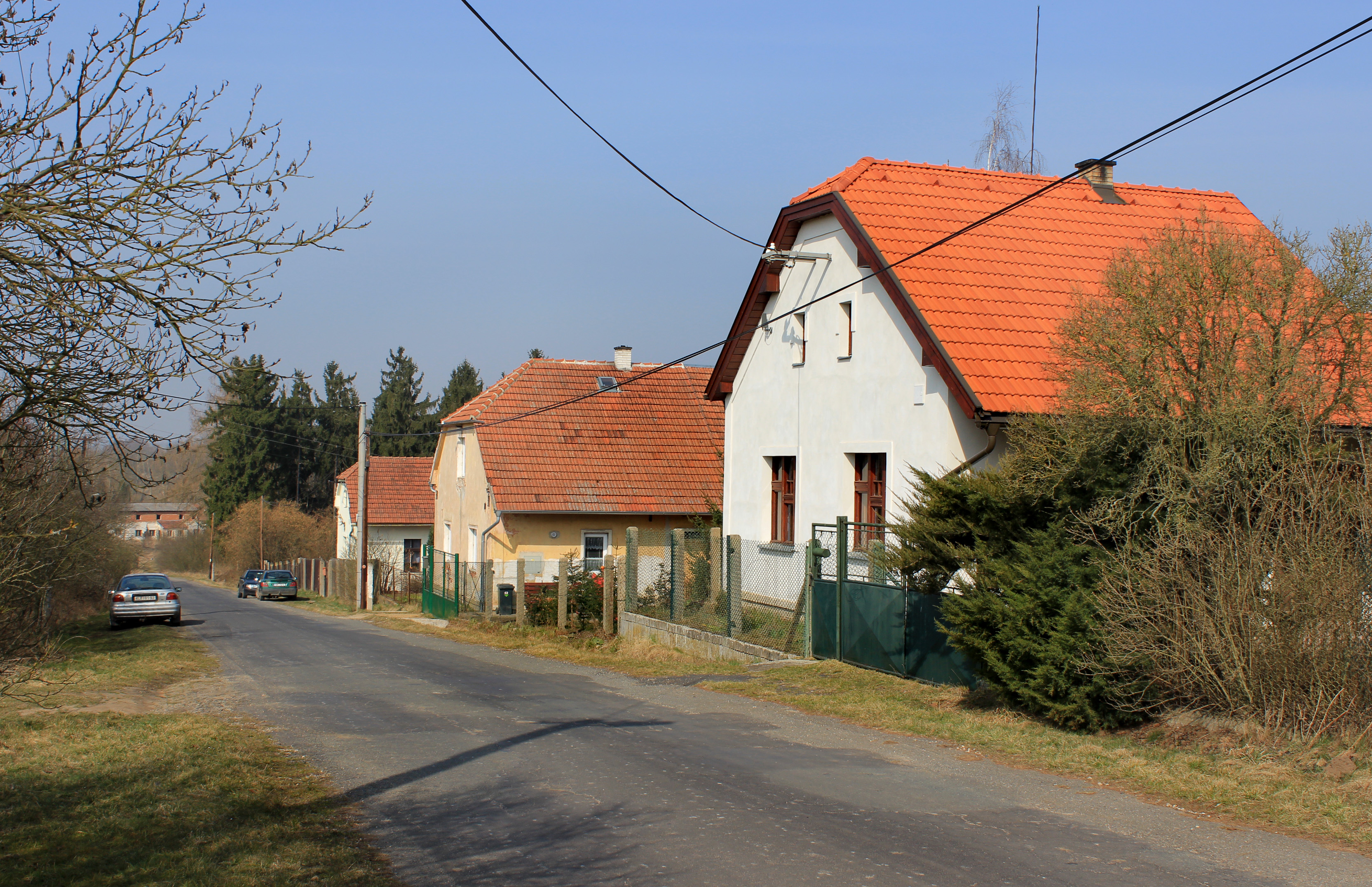
Domky u hlavní silnice
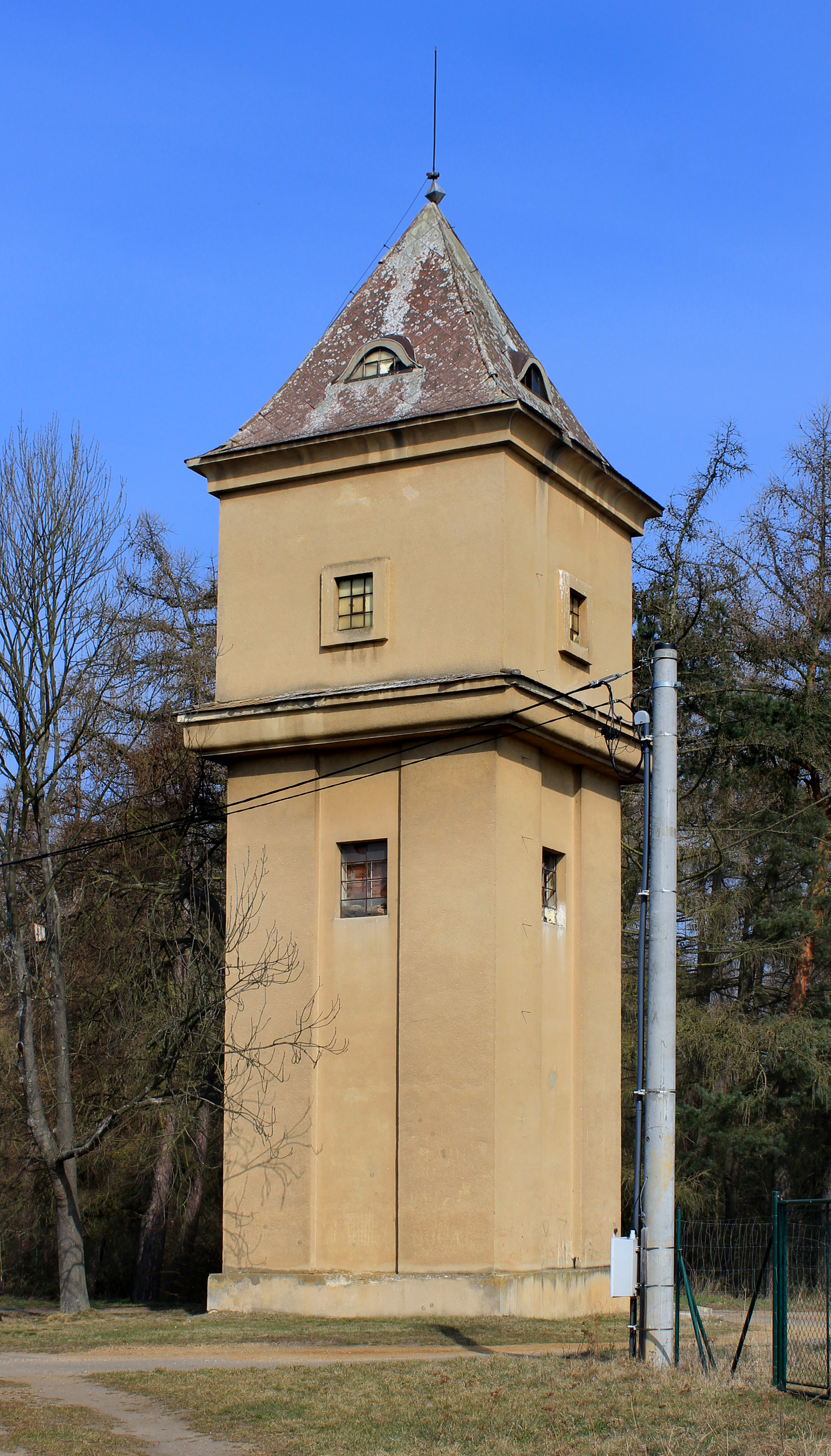
Zděný vodojem na východním okraji